# Myzomela longirostris
Myzomela longirostris (медовичка довгодзьоба) — вид горобцеподібних птахів родини медолюбових (Meliphagidae). Ендемік Папуа Нової Гвінеї. Раніше вважався підвидом червоношиєї медовички, однак був визнаний окремим видом у 2021 році.

## Поширення і екологія
Довгодзьобі медовички є ендеміками острова Гуденаф. Вони живуть у вологих гірських тропічних лісах.

## Збереження
МСОП класифікує стан збереження цього виду як близький до загрозливого. За оцінками дослідників, популяція довгодзьобих медовичок становить від 10 до 20 тисяч птахів. Їм загрожує знищення природного середовища.